# جيف هال (سياسي أمريكي)
جيف هال (بالإنجليزية: Geoff Hall)‏ هو سياسي أمريكي، ولد في 10 أكتوبر 1948. نشط حزبياً في الحزب الديمقراطي. وقد انتخب عضو مجلس نواب ماساتشوستس.